# EMF
Eclipse Modeling Framework (EMF) je Open-Source Java-Framework za automatsko generiranje izvornog koda na osnovi strukturiranih modela, a temeljen na otvorenim standardima. EMF je projekt Eclipse Open Source Community-ja.

## Vanjske poveznice
- EMF Homepage
- Using EMF (Tutorial auf eclipse.org)
- EMF goes RCP (Tutorial auf eclipse.org)
- Discover the Eclipse Modeling Framework (EMF) and Its Dynamic Capabilities (Artikel auf devx.com)   Arhivirana inačica izvorne stranice od 19. lipnja 2006. (Wayback Machine)
- Using GEF with EMF (Tutorial auf eclipse.org)
- Model with the Eclipse Modeling Framework (Tutorial von IBM)
- GMF-Tutorial (Generating an EMF-based GMF-Editor)